# 桑顶·多吉帕姆·德庆曲珍
桑顶·多吉帕姆·德庆曲珍（藏語：བསམ་སྡིང་རྡོ་རྗེ་ཕག་མོ་བདེ་ཆེན་ཆོས་སྒྲོན་，威利转写：bsam sding rdo rje phag mo bde chen chos sgron，1942年12月—），女，西藏尼木人，是第十二世桑顶·多吉帕姆活佛，为当今藏传佛教为数不多的女活佛之一，也是中国唯一拥有大呼图克图封号的女活佛。曾任西藏自治区政协副主席，中国佛教协会常务理事及西藏分会副会长等职务。现任第十四届全国政协委员，西藏自治区人大常委会副主任，全国妇联副主席（兼），中国西藏文化保护与发展协会常务理事。

## 家庭
德庆曲珍的父亲名为日丹杰布（仁典杰布，是吞巴庄园的管家），母亲名为索朗卓玛。
她還俗後於1962年結婚，生了三個孩子。離婚後於1985年再婚。

## 生平
早在小德庆曲珍出生前，一些高人就曾预言，仁典杰布家要出女活佛。出生不久，她得了一场重病，求神打卦之后，她被送进拉萨仓姑尼姑庙（阿尼仓空寺）为尼。这年，桑顶寺来选活佛，她认出了前世女活佛用过的东西，就被封为女活佛。从此，她成为桑顶·多吉帕姆。6岁时被认定为第十一世桑顶·多吉帕姆活佛的转世灵童。要当女活佛了，必须由达赖喇嘛剪掉她的头发。当时，十四世达赖喇嘛年龄很小，摄政王达札活佛便代替达赖给桑顶·多吉帕姆象征性地剪下一点头发。12岁时受比丘戒，由摄政达扎活佛起法名吉尊·阿旺谢珠·德庆曲吉珍美，同时封为呼图克图。K·頓珠與札西慈仁認為她其實生於1938年，在十一世桑顶活佛去世之前，另一灵童更可能是十一世桑顶的转世，她被认定是因爲其父與达扎活佛關係密切。
1955年，随西藏参观团去北京。毛泽东主席接见了他们，问女活佛：你多大了？女活佛回答：14岁。毛泽东又问：你的寺庙在什么地方？她说，在西藏浪卡子宗桑顶地方。这时候，朱德总司令插话了：“是在羊卓雍湖附近吗？”
1959年藏区骚乱时，她被胁迫和姐姐、姐夫等经达隆宗、洛扎宗，取道不丹前往印度，來到噶伦堡北部的一座城镇。中華人民共和國政府聲稱，当时她是被「达赖集团」裹胁至印度的。尼木县桑日区家乡，叛乱者抓到了桑顶·多吉帕姆的母亲，拴住双手，拖在马背后，然后纵马急驰，被折磨得血肉模糊，被格吉贡巴喇嘛救下（女活佛父母家是这个喇嘛的施主）。在印度，她有很多不好的遭遇。不久，她经长途跋涉，设法和中国贸易部驻噶伦堡办事处负责人徐仁取得联系，徐仁将她送到位于新德里的中国驻印度大使馆。当时，中国驻印度大使回国述职，符浩担任临时代办。她遂向符浩提出要返回中国。符浩向国内报告后，国内随即指示：“欢迎被劫持了的藏胞随时回国。”为了保证她的安全，符浩和使馆人员经过研究，决定不选择经过印度加尔各达、缅甸仰光回国的线路，而选择绕道阿富汗喀布尔、苏联莫斯科回到北京。符浩还提议给她化装，以免被人认出。她遂扮成女演员，顺利从印度的关口出境，由中国驻印度大使馆一等秘书张昌陪同登上飞机，飞抵阿富汗，当旅客们得知这位“女演员”原来是位女活佛时，纷纷上前祈求女活佛摸顶赐福。随后，她经过莫斯科回到北京，结束了六个多月在海外颠沛流离的日子。归国后，十二世多吉帕姆活佛接受政府安排在拉萨居住，由入寺修行转为在家修行。
此后她出任西藏自治区政协副主席、中国佛教协会西藏分会副会长。文化大革命中她受到冲击，文革结束后出任西藏自治区政协副主席。1984年起又任西藏自治区人大常委会副主任。此外，她还曾任全国人大代表、全国政协常委副职。2018年1月，当选第十三届全国政协委员。
2022年7月29日十一世班禅额尔德尼·确吉杰布访桑顶寺礼佛讲经。已年届八旬的桑顶活佛手捧哈达迎接班禅。班禅与桑顶活佛互致问候、行礼后，登上学经院宝座，向桑顶活佛及僧众讲经传法、摸顶赐福。随后，班禅在与桑顶活佛交谈叙旧时说，桑顶活佛为藏传佛教中国化发展做了很多工作，是藏传佛教界的榜样。